# Glory to the Brave
 (mai 2017).
Si vous disposez d'ouvrages ou d'articles de référence ou si vous connaissez des sites web de qualité traitant du thème abordé ici, merci de compléter l'article en donnant les références utiles à sa vérifiabilité et en les liant à la section « Notes et références ».
Albums de HammerFall
premier album Legacy of Kings
(1998)
Glory to the Brave est le premier album studio du groupe de power metal suédois HammerFall. Sorti en 1997, il aura un tel succès que le groupe, qui ne devait être, au départ, qu'un side-project, se pérennisera. L'album a été réédité en 2006 par le label allemand Nuclear Blast avec des bonus.

## Composition du groupe
- Joacim Cans : chant
- Oscar Dronjak : guitare et chœurs
- Glenn Ljungström : guitare
- Fredrik Larsson : basse et chœur
- Jesper Strömblad : batterie

## Guests
- Hans Björk : chœurs
- Mats Hansson : guitare
- Stefan Elmgren : guitare
- Fredrik Nordström : claviers et piano
- Patrik Räfling : batterie

## Liste des chansons de l'album
1. The Dragon Lies Bleeding - 4:22
2. The Metal Age - 4:28
3. HammerFall - 4:48
4. I Believe - 4:54
5. Child Of The Damned - 3:43
6. Steel Meets Steel - 4:03
7. Stone Cold - 5:44
8. Unchained - 5:38
9. Glory To The Brave - 7:20
10. Ravenlord (bonus reprise de Stormwitch) - 3:32

## En plus
Ce disque contient, dans sa version rééditée, une plage CD-Rom/multimédia sur laquelle figurent le clip de Glory To The Brave, une galerie de photos, un lien vers le site Internet du groupe, des posters et une e-card.